# Брдо код Крања
Брдо код Крања (слч. Brdo pri Kranju) је дворац који се налази у близини села Предосље, код Крања, у области Горењска. Изграђен је почетком XVI века и сматра се најбоље очуваним ренесансним дворцем у Словенији.

## Историјат
Дворац је изградио 1510. године горички велможа и крањски гроф Јуриј Егкх (1462–1537), који је био генерални управитељ хабсбуршких приватних поседа у Крањској. Након његове смрти дворац је често мењао власнике, али и изглед. У XVIII веку га је купио барон Микеланђело Цојс (1694–1777), отац крањског просветитеља, заштитника уметности и природног научника Жиге Цојса (1747–1819). Током XIX века дворац је поново неколико пута мењао власнике, а унутрашњост је потпуно реновирана. Почетком XX века дворац је био запуштен и оронуо.
Од даљег пропадања дворац је спасио кнез намесник Павле Карађорђевић (1893–1976), који га је купио 1935. године. Дворац је тада из провинцијског здања претворен у префињену краљевску летњу резиденцију. У периоду од 1935. до 1941. године на Брду код Крања је боравило неколико истакнутих појединаца, међу којима  британски краљ Едвард VIII и принц Џорџ, војвода од Кента.
Након Другог светског рата дворац Брдо код Крања је постао једна од резиденција Јосипа Броза Тита (1892–1980), коју је користио током боравка у СР Словенији. Спадала је у ред Титових омиљених резиденција у којој је често боравио и примао стране државнике који су били у посети Југославије. У периоду од 1945. до 1980. године, као гости Јосипа Броза Тита на Брду код Крања су између осталог боравили – совјетски маршал Жуков, индонежански председник Сукарно, премијер Танзаније Џулијус Њерере, египатски председник Насер, совјетски премијер Никита Хрушчов, румунски председник Георге Георгију-Деж, амерички глумац Кирк Даглас, мађарски политичар Јанош Кадар, италијански председник Ђузепе Срагат, румунски председник Николаје Чаушеску, пољски политичар Едвард Гјерек, ирански шах Реза Пахлави, палестински лидер Јасер Арафат, египатски председник Анвар ел Садат, грчки премијер Костас Караманлис, свевернокорејски лидер Ким Ил Сунг, египатски потпредседник Хосни Мубарак, немачки политичар Вили Брант и амерички глумац Орсон Велс.
Након осамостаљења Словеније, 1991. године, резиденција на Брду код Крања је коришћена за протоколарне потребе Владе Републике Словеније. Године 2001. на Брду код Крања је дошло до састанка између тадашњих председника Руске федерације и Сједињених Америчких Држава — Владимира Путина и Џорџа Буша млађег.

## Галерија

### Из прошлости дворца
- 1912. година
- 1930-их година
- 1941. година
- Тито и Јованка на Брду код Крања 1967.
- Тито на Брду код Крања 1975.